# Iwaki
Iwaki (いわき市; -shi) é uma cidade japonesa localizada na prefeitura de Fukushima.
Em 1 de Janeiro de 2011, a cidade tinha uma população estimada em 336,637 habitantes em 144.118 domicílios e uma densidade populacional de 290,53 h/km². Tem uma área total de 1.231,13 km².
Recebeu o estatuto de cidade a 1 de Outubro de 1966, ao incorporar a cidade de Taira, mais três vilas e cinco aldeias.

## Geografia
A cidade está localizada no extremo sudeste da região de Tōhoku e faz fronteira com a prefeitura de Ibaraki. A cidade ocupa cerca de 8,9% da área total da prefeitura de Fukushima. A parte leste da cidade é composta por 60 quilômetros de costa que fica de frente para o Oceano Pacífico e a parte ocidental passa pelas terras altas de Abukuma e se junta à parte central da prefeitura de Fukushima. A parte oeste contém uma variedade de montanhas e florestas, ocupando cerca de 70% da cidade. 
Os rios que fluem para o leste das montanhas têm leitos de rios com inclinações íngremes que formam os vales profundos do Desfiladeiro de Natsuigawa e do Desfiladeiro Shidokigawa. A parte leste, mais plana da cidade é onde a maioria da população está localizada. Há sete praias no litoral. Ao largo da costa de Iwaki, contém a quente Corrente Kuro Shivo e a fria Corrente Oyashio que se encontram, tornando a região em um abundante local de pesca. A bandeira e o selo da cidade retratam o encontro dessas duas correntes. Os ventos predominantes do oceano são quentes e úmidos.

## Clima
Iwaki está situada em uma zona climática temperada (classificação climática de Köppen Cfa ou clima subtropical úmido) e tem um clima moderado. A temperatura média da cidade é de 13,1 °C (55,6 °F) e sua precipitação média anual é de 1.383,0 milímetros (54,45 a). A temperatura mais alta registrada na cidade é de 37,7 °C (99,9 °F), e a menor temperatura registrada é de −10,7 °C (12,7 °F). O ano médio tem 14,4 dias com uma alta temperatura acima de 25 °C (77 °F) e apenas 3,1 dias com uma temperatura baixa abaixo de 0 °C (32 °F), que é menor em comparação com outras cidades japonesas. A cidade é raramente atingida por tufões, e experimenta apenas 0,7 dias com mais de 10 centímetros de queda de neve no ano médio. A duração do sol com forte intensidade é de 2058,1 horas em média de ano.

## Municípios vizinhos

### Prefeitura de Fukushima
- Furudono
- Hirata
- Hirono
- Kawauchi
- Naraha
- Ono
- Tamura

### Prefeitura de Ibaraki
- Kitaibaraki

## Economia
A indústria e a agricultura são as principais atividades econômicas da cidade, com um centro de fabricação de máquinas, produtos à base de madeira e produtos químicos. A produção industrial da cidade de Iwaki é a número 1 na região de Tōhoku. Iwaki é rica em recursos turísticos e 7,64 milhões de turistas visitam anualmente. 

## Sismo e Tsunami de Tohoku

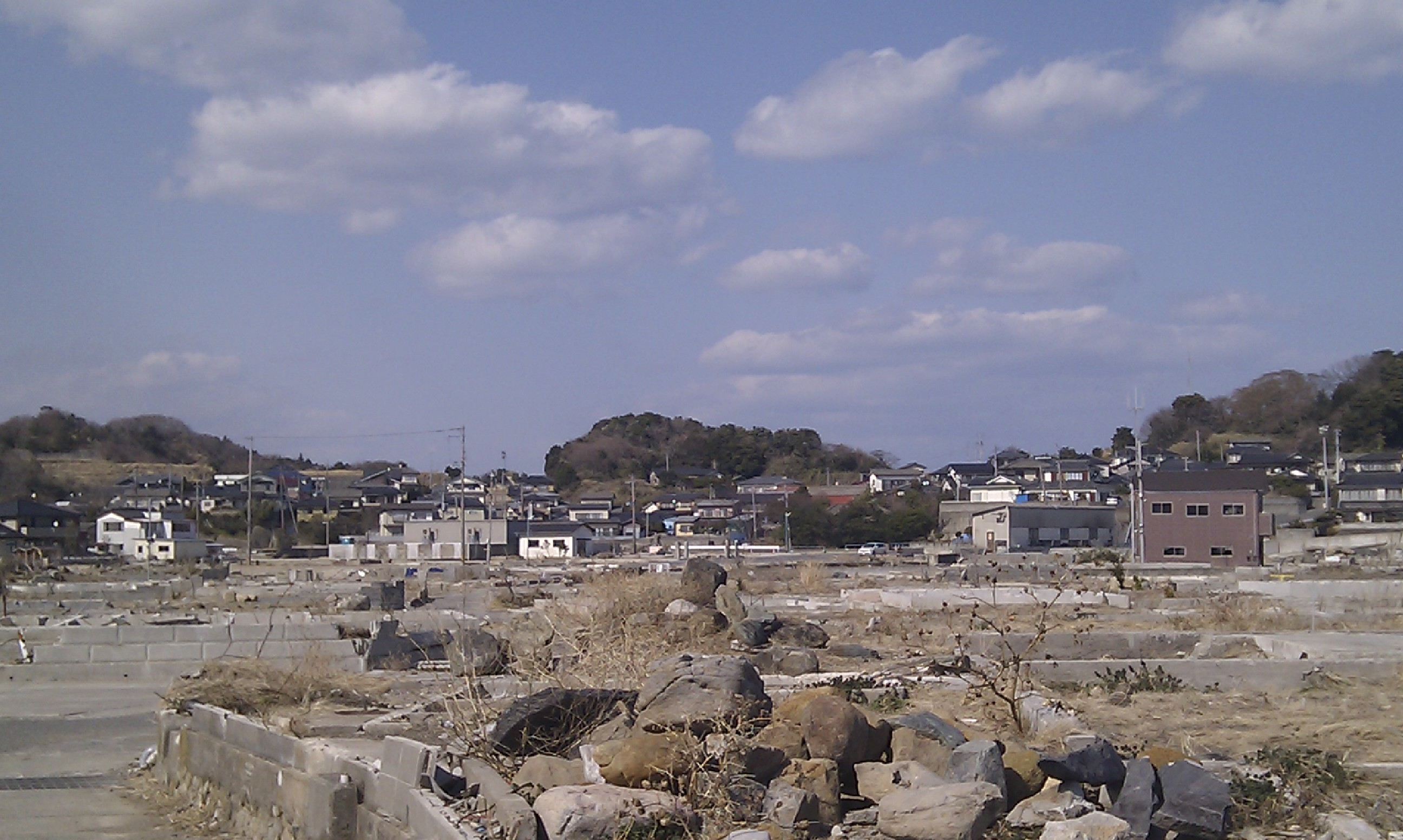
Destroços e os escombros de edificações gerados pelo tsunami em Iwaki

Iwaki foi umas das cidades atingidas pelo terremoto e principalmente pelo tsunami do Sismo e tsunami de Tohoku, ocorrido em 11 de Março de 2011. 
Segundo os dados em 20 de Maio de 2011, 303 pessoas morreram e 82 pessoas constavam como desaparecidas.

## Transporte

### Ferrovias
JR East – Linha Jōban
- Nakoso - Ueda - Izumi - Yumoto - Uchigō - Iwaki - Kusano - Yotsukura - Hisanohama - Suetsugi

JR East - Linha Leste ban'etsu
- Iwaki - Akai - Ogawagō - Eda - Kawamae

Fukushima Rinkai (linha de carga)
- Izumi - Terminal de Cargas Miyashita - Terminal de Cargas Onahama

### Rodovias
- Jōban Expressway - Iwaki Nakoso Interchange - Iwaki Yumoto Interchange - Yunotake Parking Area - Iwaki Junction - Iwaki Chūō Interchange - Iwaki Yotsukura Intercâmbio
- Via Expressa Ban-etsu - Junção Iwaki - Iwaki-Miwa Intercâmbio
- Rota Nacional 6
- Rota Nacional 49
- Rota Nacional 289
- Rota Nacional 349
- Rota Nacional 399

## Atrações turísticas
- Farol de Shioyasaki
- Iwaki Onahama Minato Oasis
- Iwaki Yumoto Onsen
- Monumento de Hibari Misora
- Shiramizu Amidadō

## Cidades-irmãs
- Townsville, Austrália
- Fushun, China